# 釧路港
釧路港（くしろこう）は、北海道釧路市にある24時間運用の国際港湾。港湾管理者は釧路市。国土交通省より、穀物の国際バルク戦略港湾に選定されている、港湾法上の重要港湾。国土交通大臣指定の重点港湾、特定貨物輸入拠点港湾（穀物）、港則法上の特定港である。臨海部産業エリア形成促進港の指定を受けている。

## 概要
北海道最大の穀物輸出入港であり、穀物飼料コンビナート（釧路飼料（三井系）、道東飼料（三菱系）、住友アグリその他）を有する。地理的に扇状に広がる東北海道の要、釧路川の河口に位置し同地における港湾物流拠点として古くから発達した大規模不凍港である。欧米から日本アジア各国へ輸送される穀物のファーストポートとして機能している。
中華人民共和国政府による一帯一路構想においても、「北有釧路 南有新加坡」(北の釧路 南のシンガポール)として対北アメリカ・対ヨーロッパの北極海航路の拠点として注目されている。 ニューオーリンズ港、スワード港が姉妹港である。
公職選挙法に基づく洋上投票制度に対応した、総務省令指定の「指定港」の１つ。指定港所在の選挙管理委員会として、釧路市選挙管理委員会が選挙事務を受任する。対象の選挙は、国政選挙、地方選挙、最高裁判所裁判官国民審査である。

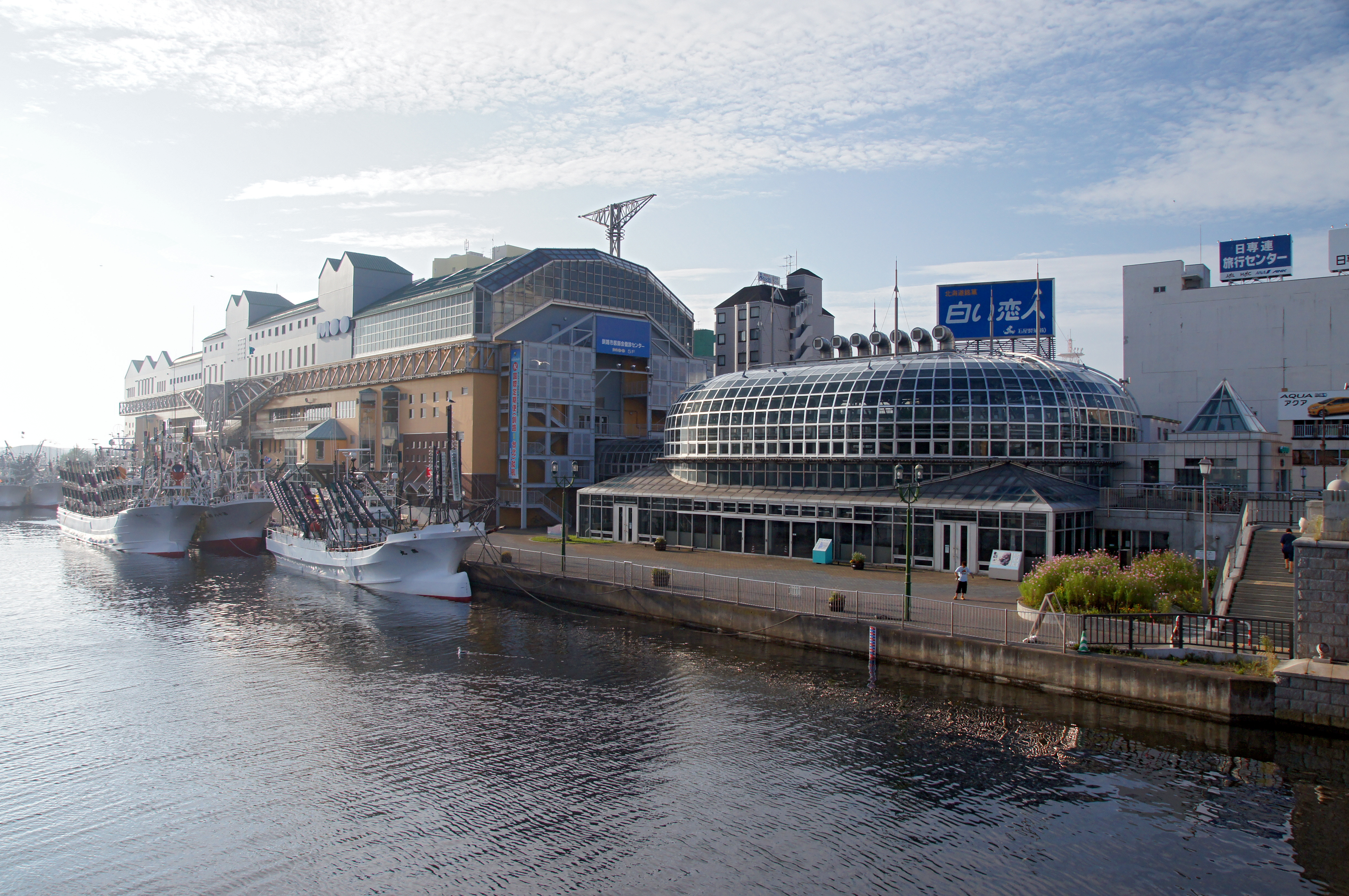
釧路フィッシャーマンズワーフMOO / EGG（東港区）

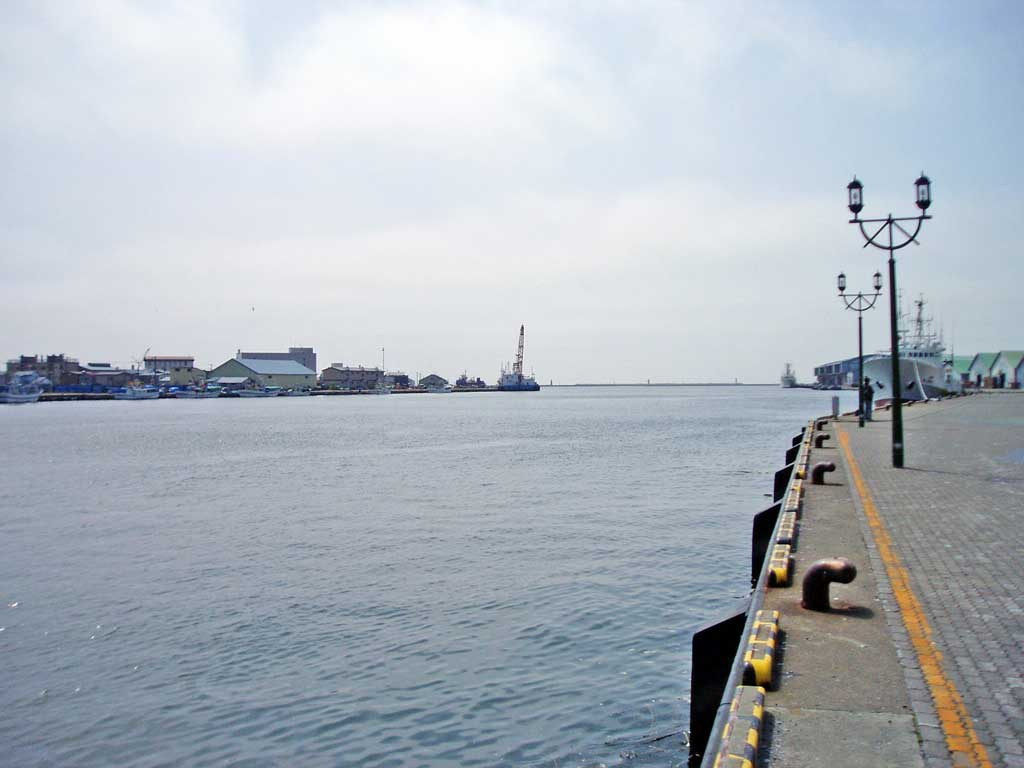
釧路フィッシャーマンズワーフMOOからの眺望

## 遍歴
17世紀中葉、現在の釧路川河口付近に居住していたアイヌ（メナシクル）との交易を目的とし、松前藩が交易船を送ったことが釧路港の起こりといわれている。江戸時代には現在の釧路港はクスリトマリ（アイヌ語: Kusuri-tomari）と呼ばれ、港湾施設の近傍には松前藩によってクスリ会所が置かれた。
昭和30年代から昭和50年代にかけて世界最大の水揚げ量を記録する漁港として有名だったが、元来は北海道東部開拓のための物流拠点として設置された。
釧路川が内陸との輸送に便利であることから、明治時代から（安田・三井・三菱・明治）財閥により、硫黄（釧路鉄道）・石炭・木材・水産品等の積出港として発展した。道東の物流拠点であったことから鉄道も釧路を起点に帯広、根室、網走へと内陸に伸びた。港湾後背地に北海道有数の工業団地である西港工業団地と釧路白糠工業団地が形成され、東北海道最大の大規模な工業集積地になっている。
大きく分けて東港区と西港区に分けられる。東港区は明治時代からの港湾区域として、海上保安庁の基地、造船、漁港などが置かれている。西港区は石油コンビナート、国際コンテナ埠頭（国際コンテナ定期航路）、内航貨物専用埠頭のほか北海道最大の大規模な飼料・肥料生産コンビナート、さらに北海道最大級の天然ガス受入基地（エネオス）が整備されている。
2011年（平成23年）に国際バルク戦略港湾に選定され、2018年パナマックス級の大型船舶に対応完了し、さらにポストパナマックス船対応大水深-16ｍ整備が着手されている。

## 歴史
- 1887年（明治20年） - 北海道庁イギリス人技師、チャールズ・スコット・メークが港湾造成の計画を立案する。
- 1899年（明治32年）8月4日 - 関税法上の開港に指定される。
- 1900年（明治33年） - 外国貿易船第1船となる、英国船ロイヤリスト号が釧路鉄道車両を輸送し入港する。
- 1969年-1977年、1979年-1991年 水産 水揚げ量全国一位（1983年 年100万トン突破世界一を記録）
- 1978年（昭和53年） - 釧路西港第一埠頭の供用開始を記念し、北海道こども博覧会が開催される（釧路新聞社主催）。
- 2011年（平成23年）
  - 5月-  国土交通省の「国際バルク戦略港湾」に選定される[1]。
  - -  港湾計画を改訂する。
- 2015年（平成27年）-  国土交通省の「臨海部産業エリア形成促進港」に指定される。韓国との国際コンテナ航路が週2便に増便。
- 2017年 (平成29年) - 中国遠洋海運集団による北極海航路1船目 入港(ドイツベルケ港〜釧路港)  北海道初の北極海航路。
- 2018年　(平成30年）11月　国際物流ターミナル竣工[13]
- 2019年（平成31年） 4月 - 国際コンテナ航路 週3便に増便。
- 2020年（令和2年） 11月17日 - 興亜LINE 国際コンテナ航路開設。週5便に増便。
- 2023年（令和5年）
  - 4月-　内航フィーダー船による穀物バルクの海上輸送本格運用開始
  - 釧路港の年水揚げ量が18万9416トン(速報値)となった。これにより、前年まで12年連続で全国1位だった銚子港を抜いて、1991年以来、32年ぶりの水揚げ量日本一になった[14]。

## 施設
岸壁総延長（10,036メートル）と北海道最長の長さとなる北海道を代表する国際貿易港湾である。

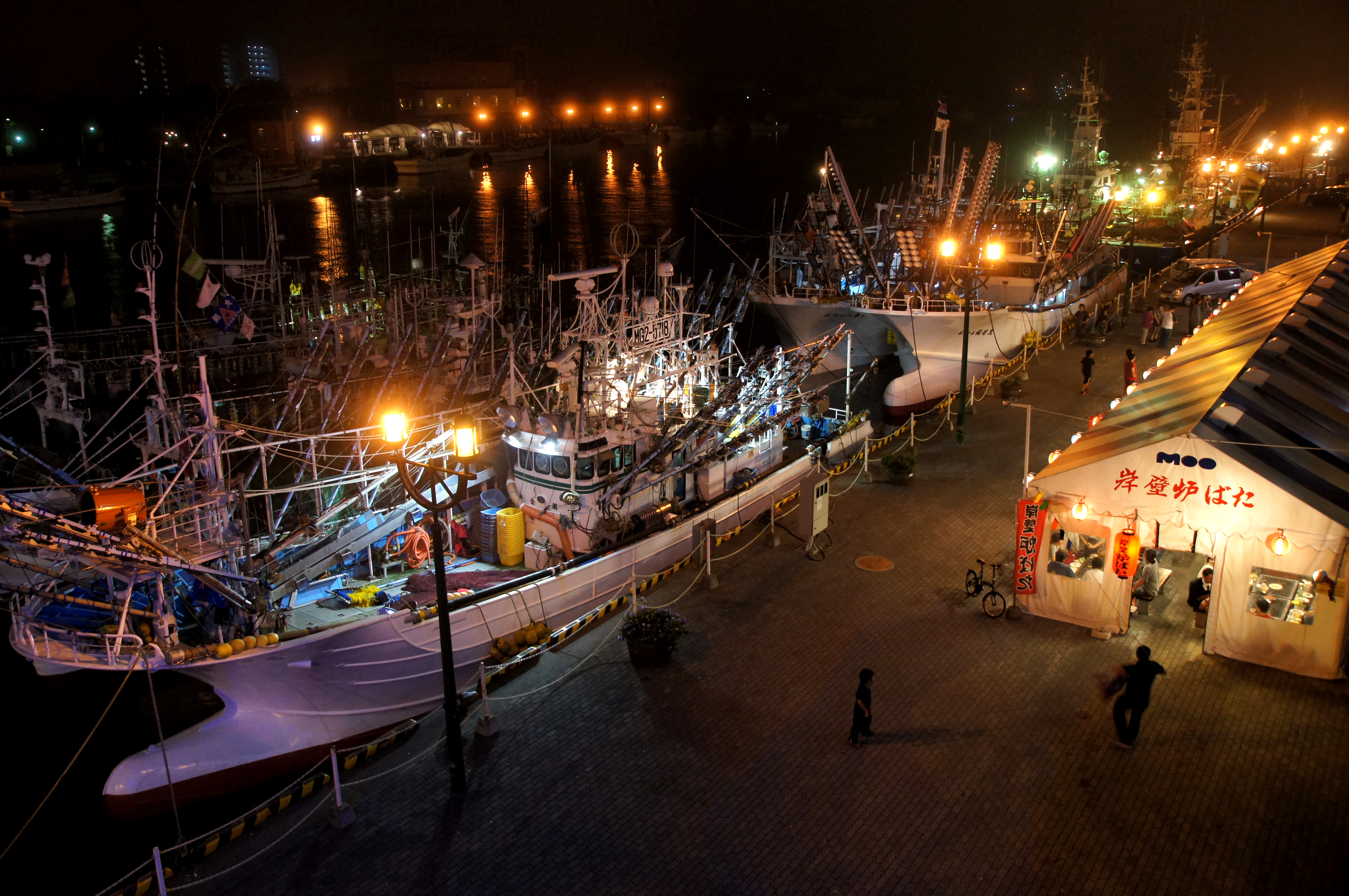
MOO前岸壁に接岸する漁船と岸壁炉端

東港区
南埠頭、副港、中央埠頭、北埠頭、釧路漁港（国内有数の水揚げ量を記録する。国内3大漁港の一つ）、文化施設（港文館、港町かもめホール）、商業施設（釧路フィッシャーマンズワーフMOO、岸壁炉端）、国産石炭埠頭、海上保安部、造船、耐震旅客船ターミナル（大型クルーズ船が接岸する。平成23年6月18日にクルーズ客船ぱしふぃっくびいなすの入港を以って供用開始）
なお、釧路港東港区水面貯木場は老朽化で廃止された。
西港区（国際バルク戦略港湾エリア）
第一埠頭、第二埠頭、第三埠頭、第四埠頭、第五埠頭（整備計画中）
国際コンテナヤード（第三埠頭 水深 -12.0m、釜山/天津～釧路　南星海運）、飼料・肥料コンビナート　フィード・ワン(株)・明治飼糧(株)・三井物産(株)の共同3社による合弁会社と雪印種苗(株)・日本農産工業(株)・三菱商事(株)による合弁会社。中部飼料(株)釧路工場、全国酪農飼料(株)釧路工場。ホクレンくみあい飼料(株) 釧路西港工場。全農サイロ(株) 釧路支店。(月産は約68,000トンとなっており、飼料生産規模は北海道最大）、穀物貯蔵基地（貯蔵量は北海道最大の106,946トン）、国際物流ターミナル(第二埠頭 水深 -14.0m(-16.0mにする計画がある。))。東西オイルターミナル（ENEOSとコスモ石油の合弁）、北海道最大級の釧路LNG基地。
北海道最大級　年間100万トン以上の鉄屑の集散地。集められた鉄くずはアジア各国に鋼材原料として輸出されている。
東北海道最大の取扱い貨物量となるJR貨物新富士駅ターミナル。
西港区の港後背地には東北海道最大の臨海工業地帯である西港臨界工業地区が広がり、日本製紙釧路事業所、王子マテリア釧路工場(大楽毛地区)、わらべや日洋釧路工場（白糠町）、大塚製薬工場釧路工場（音別地区）等の大規模工場が立地している。

## 主要定期航路
現在は貨物専用フェリー、専用貨物のみ。

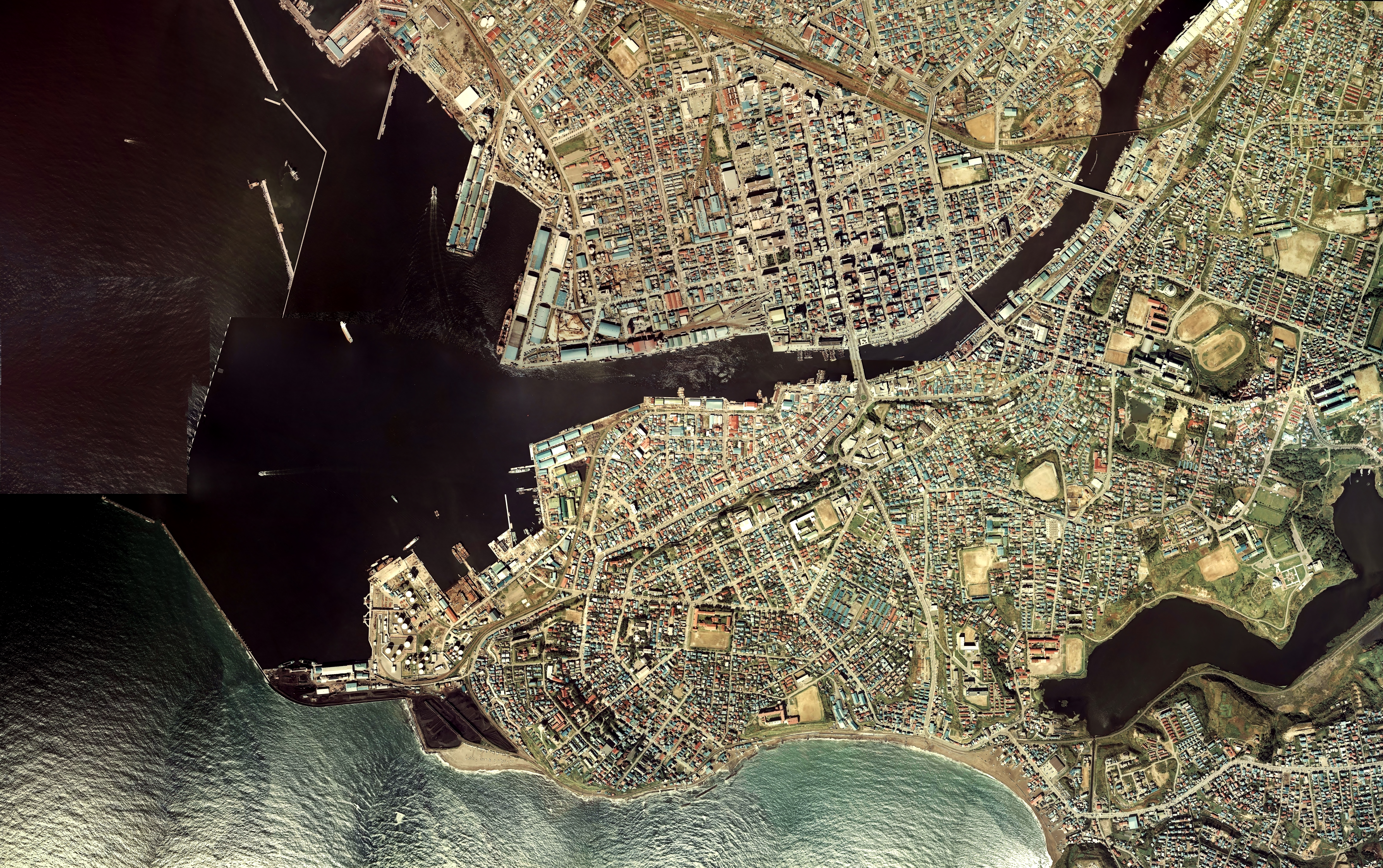
釧路市中心部と釧路港（東港区）周辺の空中写真。1977年撮影の11枚を合成作成。
。

かつては近海郵船により東京港との間にフェリー航路があり、末期は十勝港にも寄港していた。
国際バルク貨物定期航路
- ニューオリンズ港（アメリカ合衆国）
- シアトル港（アメリカ合衆国）

国際コンテナ定期航路（週5便定期便）　
南星海運　高麗海運ジャパン株式会社　株式会社シノコー成本　三栄海運　興亜LINE
 釜山港（大韓民国）
- 大連港（中華人民共和国）
- 青島港（中華人民共和国）

国内定期航路
- 日立港
- 船橋港
- 東京港

## 統計
- 外国貿易4,284千t（北米44%、東南アジア22%、オセアニア13%、東アジア9%）
- 輸移出750万tの主要品目
  - 軽工業品 - 50%
  - 鉱山品 - 12%
  - 農水産品 - 17%
  - 雑工業品 - 7%
  - 金属機械工業品 - 6%
  - 化学工業品 - 4%
- 輸移入1,300万tの主要品目
  - 化学工業品 - 28%
  - 金属機械工業品 - 13%
  - 林産品 - 14%
  - 特殊品 - 22%

釧路港は水産のイメージがあるが、入港船舶総トン数では、1700万tのうち25%が外国商船、70%が内航商船で、漁船は3%となっている。